# Willy de Beer
Wilhelmina "Willy" de Beer (* 5. September 1942 in Medemblik) ist eine ehemalige niederländische Eisschnellläuferin.
De Beer wurde zweimal niederländische Meisterin im Mini-Mehrkampf (1962, 1963) und nahm von 1959 bis 1967 an internationalen Wettbewerben teil. Dabei kam sie bei der Mehrkampfweltmeisterschaft 1963 in Karuizawa und bei der Mehrkampfweltmeisterschaft 1964 in Kristinehamn jeweils auf den 14. Platz im Mini-Mehrkampf. Bei ihrer einzigen Teilnahme an Olympischen Winterspielen im Februar 1964 in Innsbruck belegte sie den 27. Platz über 300 m, den 17. Rang über 1000 m und den 16. Platz über 1500 m.

## Persönliche Bestzeiten
| Disziplin | Zeit       | Datum            | Ort       |
| --------- | ---------- | ---------------- | --------- |
| 500 m     | 48,4 s     | 31. Januar 1966  | Fagernes  |
| 1000 m    | 1:38,1 min | 22. Februar 1963 | Karuizawa |
| 1500 m    | 2:29,5 min | 22. Februar 1963 | Karuizawa |
| 3000 m    | 5:18,9 min | 31. Januar 1966  | Fagernes  |